# Jonas Abrahamsen
Jonas Abrahamsen, född 20 september 1995 i Skien, är en norsk proffscyklist.

## Karriär
Abrahamsen har cyklat professionellt sedan 2014. Bland hans meriter kan nämnas vinsten i bergspristävlingen i Étoile de Bessèges år 2024, och andraplatsen i Dwars door Vlaanderen samma år. I juli 2025 tog han sin första etappseger i Tour de France.